# 3 نقنقات غبية
3 نقنقات غبية (بالإنجليزية: 3 Dumb Clucks)‏ هو فيلم أبيض وأسود كوميدي أمريكي قصير إنتاج عام 1937 من إخراج ديل لورد وبطولة فرقة الكوميديا الهزلية الأمريكية المهرجون الثلاثة، وفيلم الثاني والعشرون في السلسلة التي أصدرتها كولومبيا بيكتشرز، الذين أصدروا 190 فيلم قصير للاستوديو بين عامي 1934 و 1959.
يحكى الفيلم قصة هروب المهرجون الثلاثة من السجن من أجل افساد حفل الزفاف وإنقاذ والدهم االذي اصبح ثرياً من رجال العصابات والهروب من براثن المجرمين الذين يحاولون قتلهم من أجل أموال النفط لوالدهم وإنقاذ والدهم.
بدأ تصوير الفيلم بين 1 و 5 فبراير 1937. القصة التي سيتم محاكاتها في الفيلم الروائي الطويل ثلاث فتيات ذكيات.

## روابط خارجية
- 3 Dumb Clucks  في قاعدة بيانات الأفلام على الإنترنت (بالإنجليزية)
- 3 Dumb Clucks على موقع أول موفي.